# Christian Friedrich Hempel
Christian Friedrich Hempel († 19. September 1757) war ein Jurist, Biograf und Herausgeber.

## Leben
Hempel war ein  aus Colditz stammender Doktor der Rechte, der als privater Publizist, Biograph und Herausgeber diverser Schriften in Halle wirkte.

## Werke
- Nicolai Hieronymi Gundlings Umständliches Leben, [1736]
- Merckwürdiges Leben und trauriger Fall des ... russischen Staats-Ministers, Andreä Grafens von Ostermann, 1742
- Leben des Grafen von Ostermanns, 1742
- Merckwürdiges Leben des unter dem Namen eines Grafens von Biron ..., 1742
- Leben des Grafen Burch. Christoph von Münnich, 1743
- Königlich Preußisches Allgemeines Processual-Lexicon, 1749–1750
- Erleichterte Hoch-Teutsche Sprach-Lehre, 1754
- Allgemeines Europäisches Staats-Rechts-Lexicon, 1751–1755
- Allgemeines Lexicon Iuridico-Consultatorium, 1751–1756
- Helden-, Staats- und Lebens-Geschichte des Allerdurchlauchtigsten und Grosmächtigsten Fürsten und Herrn Friedrichs des Andern jetzt glorwürdigst regirenden Königs in Preussen, Chur-Fürstens zu Brandenburg, und souverainen Herzogs in Schlesien. 1156 S., Tübingen 1760